# David Mascort i Subiranas
David Mascort i Subiranas (Barcelona, 1969), és un polític i economista català, conseller d'Acció Climàtica del Govern de la Generalitat des de juny 2023, en substitució de Teresa Jordà.

## Trajectòria
Llicenciat en Ciències Econòmiques i Empresarials amb un màster en Direcció i Administració d'Empreses per la Universitat de Girona. Ha ocupat diversos càrrecs a nivell municipal com la Vicepresidència del Consell Comarcal del Gironès entre 2003 i 2007 o Alcalde de Vilablareix des del 2011.
Fou Secretari General d'Agricultura, Ramaderia, Pesca i Alimentació de la Generalitat de Catalunya entre 2016 i 2023.
És també el President de la Federació Regional de Girona d'Esquerra Republicana de Catalunya.
En la seva presa de possessió el juny de 2023 va destacar com a grans línies de treball la transformació verda i la sequera, sense oblidar els sectors agrícola, ramader, pesquer i alimentari.